# Robert Calvin Wiley
Robert Calvin Wiley, bekannt als Bob Wiley, (* 3. Juni 1907 in Richhill Township, Greene County (Pennsylvania); † 13. August 1944 auf dem Schlachtfeld nahe Saint-Lô) war ein US-Army-Offizier und Lehrer, dessen Leben und Wirken durch seinen Einsatz im Zweiten Weltkrieg und seine pädagogische Tätigkeit geprägt wurde. In Neu-Ulm, Deutschland, wurde eine Kaserne nach ihm benannt, wo sein Vermächtnis bis heute bewahrt wird.

## Frühes Leben und Bildung
Robert Calvin Wiley wurde am 3. Juni 1907 auf der Farm seines Vaters in der Richhill Township, Greene County (Pennsylvania), geboren. Er hatte sowohl schottisch-irische als auch deutsche Vorfahren, wobei seine mütterlichen Urgroßeltern aus Nordbaden stammten. Wiley wuchs in der calvinistischen Tradition der Presbyterianischen Kirche auf und war das älteste von sieben Geschwistern.
Er besuchte die Schule und Kirche in Rock Lick, Marshall County (West Virginia). Nach dem Abschluss der High School setzte er seine Ausbildung am nahegelegenen Waynesburg College (heute Waynesburg University) fort, wo er sich im Ringen und Kugelstoßen hervortat und ein prominentes Mitglied des lokalen Teams im American Football, der Waynesburg University Yellow Jackets, wurde.

## Berufliche Laufbahn
Nach seinem Abschluss im Jahr 1930 begann Wiley seine Karriere als Lehrer an verschiedenen High Schools in der Region. Er unterrichtete Mathematik und Chemie und war bekannt für seine umgängliche und humorvolle Art. Wiley war auch als Trainer im American Football tätig und lieferte sich spektakuläre Nachbarschaftsduelle mit seinem jüngeren Bruder Asa Gordon Wiley Jr., bekannt als Ace.
Am 29. November 1933 heiratete er Rona Tuttle, mit der er einen Sohn, Robert Charles, und eine Tochter, Mary Ellen, hatte.

## Militärdienst
Wiley trat am 21. März 1928 als College-Student in die Waynesburg National Guard Armory bei der K Company des 110th Infantry Regiment ein. Er blieb seiner Einheit auch nach Beginn seiner Lehrerkarriere treu und konnte in den 1930er-Jahren viele seiner Schüler und Sportkameraden für den Freiwilligendienst in der Nationalgarde gewinnen.
Als das 110th Infantry Regiment 1941 im Rahmen der amerikanischen Kriegsvorbereitungen mobilisiert und unter das Kommando der United States Army gestellt wurde, war Wiley bereits zum First Sergeant ernannt worden. Im Februar 1941 wurde er zum Second Lieutenant und ein Jahr später zum First Lieutenant befördert und diente zunächst als Zugführer, dann als Chef der K Company, Regimentsadjutant und zeitweise als Executive Officer der Officer Candidate School (Infanterie) in Fort Benning, Georgia. Am 26. Oktober 1942 wurde Wiley zum Captain befördert. Es dauerte mehr als zweieinhalb Jahre, um die anfangs schlecht ausgerüsteten und unterbesetzten Einheiten der Keystone Division kampfbereit zu machen.

## Einsatz im Zweiten Weltkrieg

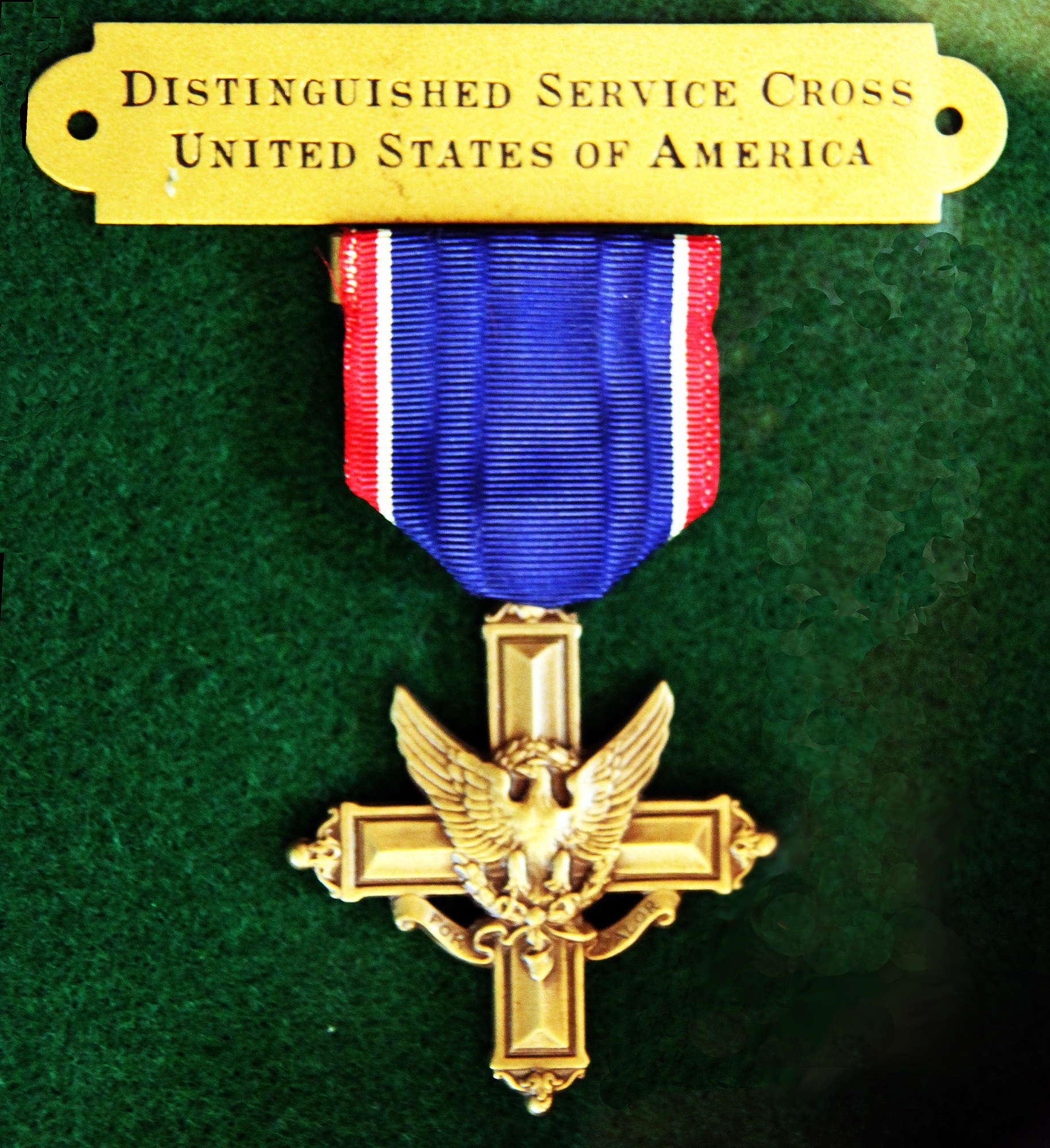
Wiley wurde posthum mit dem Distinguished Service Cross ausgezeichnet

Nach der Ankunft in Pembrokeshire, Wales, trainierte das 110th Infantry Regiment dort von Ende 1943 bis Ende Juni 1944 für die geplante Landung an der französischen Küste. Eine Beförderung zum Major lehnte Wiley ab, da dies Innendienst bedeutete. Begründend gab er klar zu verstehen, seine Einheit im Feld nicht im Stich lassen zu wollen und sah es als seine Pflicht an, an der Seite seiner jungen Kameraden in den Krieg gegen die Achsenmächte zu ziehen. Die 28th Infantry Division, zu der das Regiment gehörte, landete Ende Juli 1944, etwa einen Monat nach dem D-Day, in der Region Omaha Beach in der Normandie. In den ersten Schlachten gegen die deutsche Armee erlitt seine Division, die von den Deutschen aufgrund der Form ihres roten Abzeichens als Blutiger Eimer bekannt war, schwere Verluste.
Am 3. August 1944 wurde Wileys Einheit nach mehreren Stunden heftiger Kämpfe in der Bocage um Saint-Lô stark dezimiert. Trotz einer heftigen Gesichtsverletzung gelang es Captain Wiley, die Kompanie zusammenzuführen und erfolgreich gegen eine der deutschen Stellungen vorzugehen. In einem Gefecht am 9. August 1944 wurden die meisten Offiziere der von Wiley kommandierten Company G entweder getötet oder verwundet.
Am 13. August 1944 wurde Wiley nach einer schweren Verwundung am Bein von einem deutschen Scharfschützen tödlich getroffen, während er den Rest seiner Kompanie unter ständigem Mörser- und Maschinengewehrfeuer über 700 Meter Schlachtfeld zwischen Saint-Lô und Vire Normandie gegen eine weitere deutsche Stellung führte.

## Tod und Auszeichnungen
Die Nachricht von seinem Tod erreichte die Familie zwei Wochen später. Captain Robert Calvin Wiley wurde mit dem Purple Heart ausgezeichnet und posthum mit dem Distinguished Service Cross, der zweithöchsten US-amerikanischen Militärauszeichnung, sowie dem französischen Croix de guerre mit vergoldetem Stern geehrt. Sein Körper wurde zunächst auf einem Soldatenfriedhof in Saint-Lô begraben, bevor er im Oktober 1948 auf den US-amerikanischen Nationalfriedhof in Arlington (Virginia) umgebettet wurde.

## Gedenken in Neu-Ulm

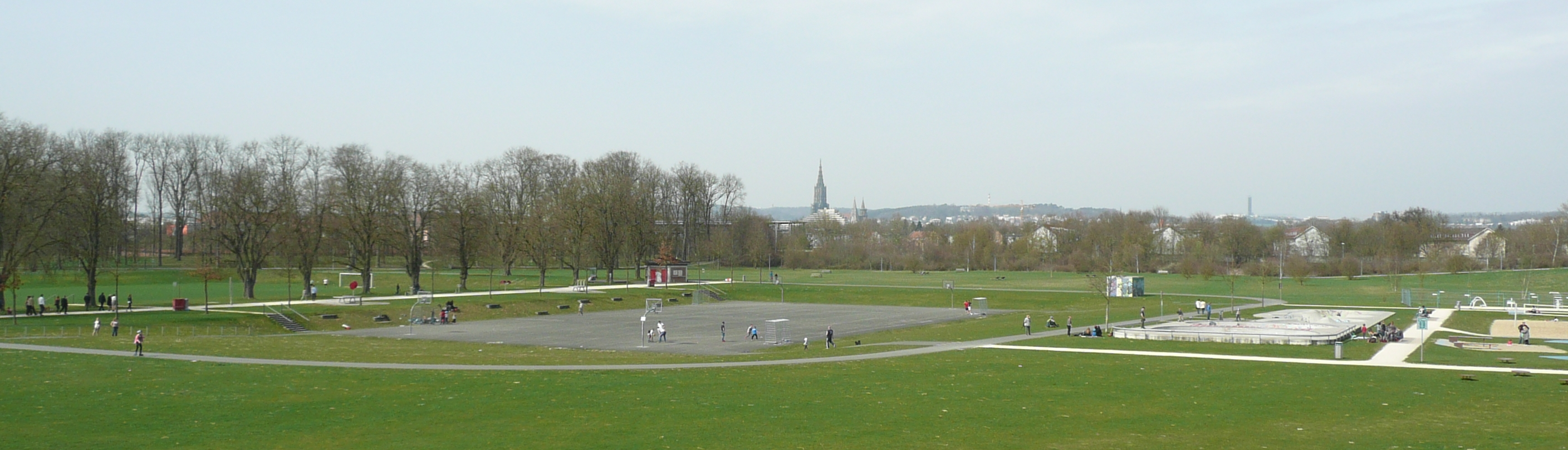
Sportpark Wiley

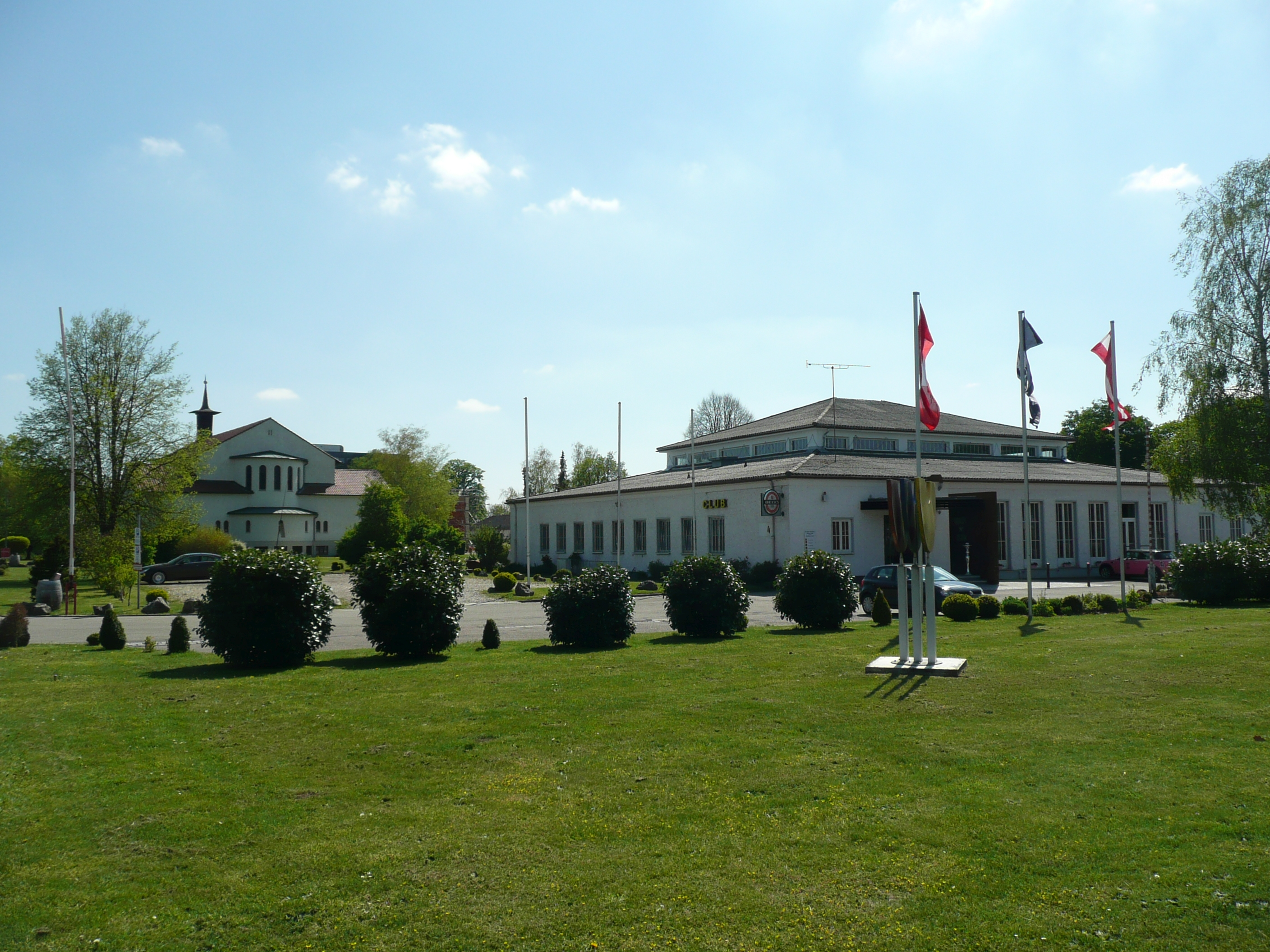
Wiley Club und Friedenskirche (Wiley Chapel)

Die Kasernenanlage entlang der Memminger Straße in Neu-Ulm wurde 1953 nach Captain Wiley in Wiley Barracks umbenannt. Diese Umstände blieben der Familie des Gefallenen viele Jahre lang unbekannt, da die US Army sie offensichtlich nie über diese Umbenennung informiert hatte. Erst Anfang 1980, als ein Freund der Familie nach Neu-Ulm versetzt wurde, erfuhr Margaret Morgan, die jüngste Schwester von Robert Calvin Wiley, von der Existenz der Wiley Barracks. Die US Army hatte das Andenken an Bob Wiley geehrt und lebendig gehalten. Bei ihrem Besuch im Juni 1980 legte sie gemeinsam mit der Garnisonverwaltung einen Kranz vor einer vom 110th Infantry Regiment gestifteten Ehrentafel nieder.
Nach Abzug der US-amerikanischen Truppen am 26. Juli 1991 wurde das Kasernengelände von der Stadt Neu-Ulm umgenutzt. Dabei blieben der Name des neu entstandenen Wohnviertels als Wiley und damit das Andenken an ihn sowie die fast 40 Jahre US-amerikanische Militärpräsenz in der Region erhalten. Außerdem wurden dort ein Sportpark, der Wiley Club und die Friedenskirche Wiley Chapel nach ihm benannt. Des Weiteren gibt es heute die Ulmer/Neu-Ulmer Buslinie 5 mit Fahrtziel Wiley.